# Ravenstraat
De Ravenstraat is, sinds de middeleeuwen, een straat in het centrum van Leuven (België). Zij verbindt de Tiensestraat met de Justus Lipsiusstraat. Tot de 19e eeuw strekte de Ravenstraat zich slechts uit van de Tiensestraat tot de Bogaardenstraat.; dit wordt hieronder als 1e deel aangeduid.

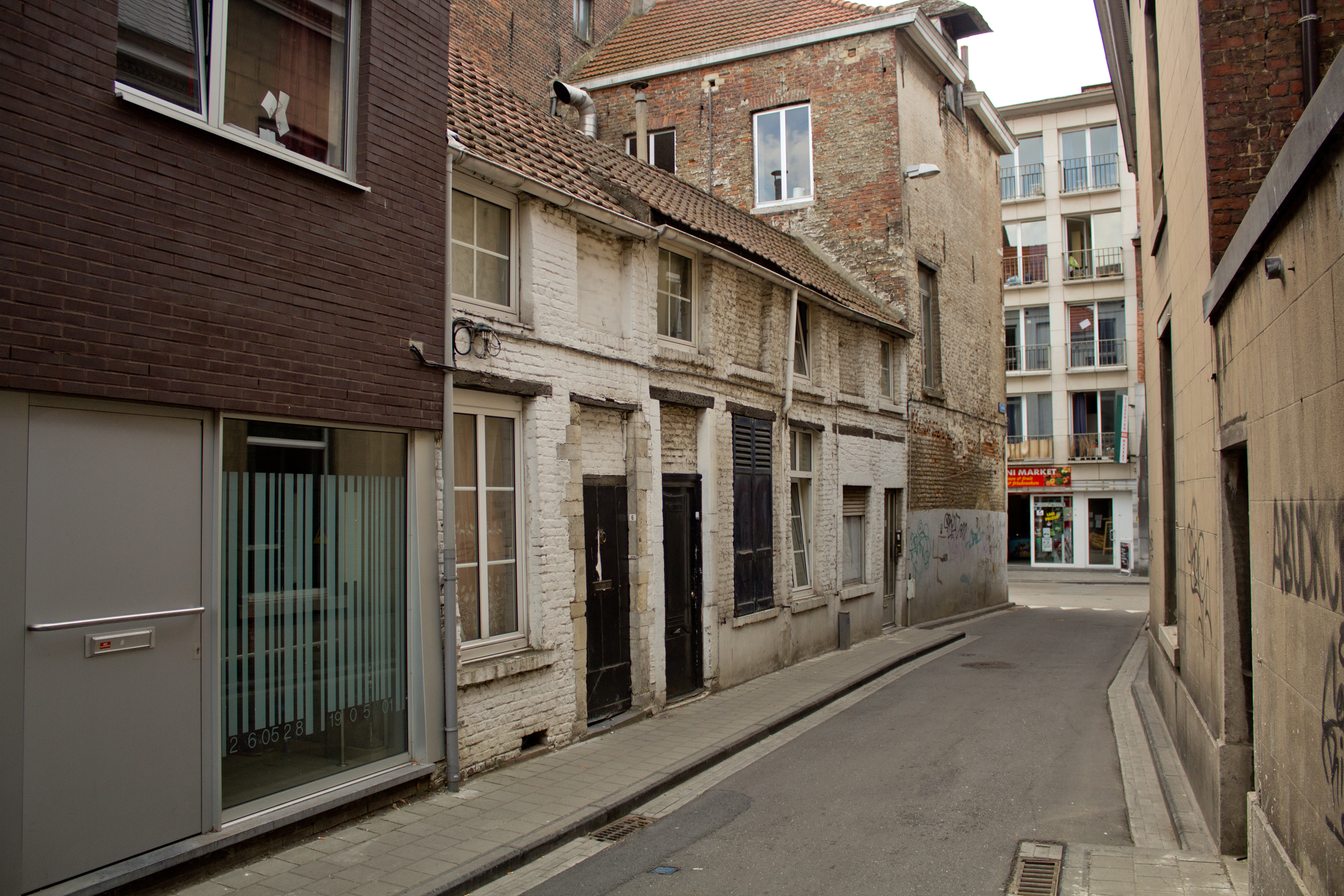
Ravenstraat in Leuven (begin aan de Tiensestraat)

De Ravenstraat was tot de 19e eeuw weinig bewoond. Het was een weg langs de oude ringmuur van de stad. De origine van de naam Ravenstraat ligt in Rauwe Straat of Ruwe Straat. De betekenis is een hobbelige straat omwille van de verwaarloosde ringmuur met losliggende brokstukken waar het ruw was om te stappen. Vanaf de 19e eeuw was de Ravenstraat een volksbuurt. De vele arbeidershuisjes liepen aansluitend door in zijgangen en steegjes naast de Ravenstraat.

## Eerste en oudste deel
Tot de 19e eeuw grensde de Ravenstraat ten noorden aan het klooster van de Rijke Claren, vandaag het Ladeuzeplein en de Universiteitsbibliotheek. Ten zuiden grensde de Ravenstraat aan open liggende gronden. In de 19e eeuw werd er de Sint-Jozefskerk (1860-1971) gebouwd omwille van het toenemend aantal arbeidershuizen in de straat. Sinds 1971 staat op de plek van de afgesmeten Sint-Jozefskerk de universitaire campus Erasmushuis van de Faculteit Letteren.

## Tweede deel vanaf de 19e eeuw
Dit was de uitbreiding van de Bogaardenstraat naar de Justus Lipsiusstraat. Oorspronkelijk lag hier een lange dreef met bomen aan beide zijden. Het was niet echt een straat. Het was de toegangsdreef tot het klooster van de Geschoeide Karmelieten (1615-1796). Aan de dreef stond de kapel van Sint-Catharina en de Keypoel, een meertje naast de Keybergh. Eenmaal de Ravenstraat geworden (19e eeuw) vestigde zich op de restanten van het klooster het nieuwe Dominicanenklooster (1875-1971). Dit klooster verdween eveneens en is sinds 1971 het woningcomplex Binnenhof (Justus Lipsiusstraat). 